# Волков, Семён Алексеевич
Семён Алексеевич Волков (1791, Санкт-Петербургская губерния — 14 июня 1873, Москва) — генерал-майор русской императорской армии.

## Биография
Родился в 1791 году. Из дворян Санкт-Петербургской губернии, православный. Воспитывался в частном учебном заведении.
Участвовал в Австро-французской войне 1809 года. 16 января 1809 года вступил в службу подпрапорщиком во 2-й Морской полк.
27 сентября 1811 года произведён в портупей-прапорщики, 14 марта 1812 года — в прапорщики.
Участник Отечественной войны 1812 года.
19 сентября 1812 года — произведён в подпоручик, 7 ноября 1816 года — в поручик, 9 апреля 1818 года — в штабс-капитаны, 8 февраля 1819 года утверждён ротным командиром и 7 мая 1820 года был произведён в капитаны.
17 мая 1824 года произведён в майоры с переводом в 4-й Морской полк. 31 августа 1825 года назначен командовать Троицким, 9 февраля 1826 года — Звериноголовским гарнизонными батальонами, 16 мая 1827 года переведён обратно в 4-й Морской полк.
7 июля 1831 года произведён в подполковники. Подавлял польское восстание в 1831 году.
11 февраля 1832 года назначен командовать 3-м егерским, 22 мая 1832 года — Невским пехотным полками, 1 ноября 1832 года Высочайшим приказом переведён в Невский пехотный полк.
20 июля 1833 года был переведён в Нарвский егерский полк, 3 сентября 1833 года утверждён командиром 1-го батальона этого полка. 24 октября 1845 года произведён в полковники, со старшинством с 8 сентября 1845 года, 5 февраля 1851 года назначен командиром Тарутинского егерского полка.
Участник Крымской войны 1853—1855 годов. 6 декабря 1853 года был произведён в генерал-майоры, 5 декабря 1854 года назначен состоять при начальнике всех пехотных резервных и запасных войск армии, 15 декабря 1857 года уволен от службы.
Умер 14 июня 1873 года в Москве. Похоронен в Алексеевском женском монастыре рядом с женой и сыном. В годы Советской власти монастырь был упразднен а здания разрушены. На месте кладбища большевики устроили детский парк.

## Семья
Был женат на дочери подполковника Ирине Михайловне Быковой. Имел детей: Екатерину (родилась 13 августа 1823 г.), Павла (родился 23 июля 1824 г.) и Варвару (родилась 19 июня 1825 года).

## Награды
- серебряная медаль в память Отечественной войны 1812 года
- орден св. Анны 2-й степени (1831)
- польский знак отличия за военные достоинства 3-й степени (1831)
- орден св. Станислава 2-й степени (12 августа 1837)
- императорская корона к ордену св. Станислава 2-й степени (11 января 1841)
- орден св. Георгия 4-й степени за 25 лет службы в офицерских чинах (26 ноября 1847)
- императорская корона к ордену св. Анны 2-й степени (29 марта 1850)
- орден св. Владимира 4-й степени (4 ноября 1853)
- знак отличия беспорочной службы за XX лет (22 августа 1856)
- серебряная медаль на георгиевской ленте за защиту Севастополя
- бронзовая медаль на андреевской ленте в память войны 1853—1856 гг.